# 普里姆羅斯 (內布拉斯加州)
普里姆羅斯（英語：Primrose）是位於美國內布拉斯加州布恩縣的村。

## 人口
根據2020年美國人口普查的數據，普里姆羅斯的面積為0.72平方千米，皆為陸地。當地共有人口55人，而人口密度為每平方千米76人。